# Славянска (улица в София)
„Славянска“ е централна улица в район „Средец“, София.
Простира на запад до ул. „Дякон Игнатий“ в района на Градската градина, а на изток до бул. „Васил Левски“. Пресича се с някои централни улици в София като „Георги Бенковски“, „Раковска“, „6-и септември“ и „Цар Шишман“.
„Славянска“ е една от старите софийски улици, чието изграждане започва непосредствено след Освобождението през 1878 г.

## Обекти
На ул. „Славянска“ или в нейния район са разположени следните обекти:
Североизточна страна
- Министерство на отбраната (ул. „Дякон Игнатий“ №3)
- Министерство на правосъдието (№1)
- Мавзолей на Александър Батенберг (бул. „Васил Левски“ №81)

Югозападна страна
- Народен театър „Иван Вазов“ (ул. „Дякон Игнатий“ №5)
- Централно управление на СИБАНК (№2)

Сградата е завършена през 1912 година по проект на архитектите Георги Фингов, Димо Ничев и Никола Юруков. Първоначално е седалище на Софийската търговско-индустриална камара, а по-късно на Деспред.
- Агенция за финансово разузнаване (№4)
- Министерство на икономиката и енергетиката (№8)
- Посолство на Алжир (№16)